# She Made Them Do It
She Made Them Do It is een televisiefilm van Lifetime uit 2013. De film werd in het Canadese Brits-Columbia gemaakt met Grand Harvey als regisseur en met Jenna Dewan in de hoofdrol. De film is gebaseerd op het waargebeurde verhaal van Sarah Jo Pender, die werd veroordeeld voor dubbele moord en uit de gevangenis ontsnapte.

## Verhaal
Sarah Pender wordt tot 110 jaar cel veroordeeld als opdrachtgever voor de moord op haar huisgenoot en diens vriendin die door haar vriend werden uitgevoerd. Ondanks het gebrek aan harde bewijzen en dat ze haar onschuld staande houdt wordt haar hoger beroep afgewezen. Intussen raakt ze bevriend met verschillende medegevangenen en papt aan met een cipier. Die helpt haar ontsnappen en buiten de celmuren wordt ze verder geholpen door voormalige gevangenen. Een van hen helpt haar aan een baantje als escortemeisje. Haar klant raakt in de ban van haar en geeft haar onderdak in een appartement in Chicago. Die hele tijd zit marshal Harlan achter haar aan. Ten slotte herkent een buur haar van een opsporingsbericht en ze wordt opnieuw opgepakt, waarna Harlan haar terug naar de gevangenis brengt.

## Rolverdeling
- Jenna Dewan als Sarah Pender, de protagonist.
- Steve Bacic als Sean Harlan, de marshal die Sarah opspoort na haar ontsnapping.
- Nels Lennarson als Scott Spitler, de cipier die Sarah helpt ontsnappen.
- Greyston Holt als Rick, Sarahs vriendje die de moorden pleegde.
- Mackenzie Phillips als Jamie Long, Sarahs vriendin die haar helpt na de ontsnapping. Ze maken kennis als celgenoten tijdens Sarahs voorarrest.
- April Telek als Mimi, een vriendin van Sarah in de gevangenis. Na haar eigen vrijlating helpt ze Sarah na diens ontsnapping.
- Andrew Airlie als Bob, hij leert Sarah na haar ontsnapping kennen als escortemeisje en biedt haar onderdak.